# VCS3
El VCS3 es un sintetizador, y como tal, es un instrumento musical electrónico. El VCS 3 fue desarrollado por Peter Zinovieff y David Cockrell, quienes fundaron en 1969 la empresa EMS (Electronic Music Studios). Las siglas VCS signicaban Voltage Controlled Synthesizer, mientras que la cifra 3 describía la cantidad de osciladores con que contaba.
El VCS3 estaba formado por una carcasa de madera con forma de L de unos 45 centímetros de altura. 
Era portátil, lo que significa que era lo bastante ligero como para que una sola persona pudiera transportarlo, por lo que podía ser usado en directo. No obstante, -aunque alcanzó gran difusión- tenía un gran problema: su estabilidad tonal era pobre, por lo que no permanecía afinado durante todo un concierto; además, no tenía un teclado corriente asociado, lo que lo hacía más apropiado para efectos de sonido que para melodías.
Como el Moog, el VCS3 también era modular, pero usaba pins, en lugar de cables, para interconectar los circuitos (como haría luego el ARP 2500). 
Fue utilizado en los años 1970 por los grandes grupos de rock sinfónico: Curved Air, Pink Floyd, The Moody Blues y King Crimson; así como por músicos con sonido experimental como Jean Michel Jarre y Roxy Music a mano de Brian Eno.

## Lista de los músicos que han utilizado el instrumento
- Delia Derbyshire
- White Noise
- Lucio Battisti
- Franco Battiato
- Chemical Brothers
- Vince Clarke
- Brian Eno
- The Who
- Morgan Fisher
- Pink Floyd
- Hans Zimmer
- Jean Michel Jarre
- King Crimson
- Tim Blake
- TONTO's Expanding Head Band
- The Moody Blues
- Edgar Froese
- Jean Ven Robert Hal
- John Carpenter
- LCD Soundsystem
- Aphex Twin
- Todd Rundgren
- Klaus Schulze
- Roxy Music
- Ozric Tentacles
- Tangerine Dream
- David Vorhaus
- Andy Whitmore
- Zorch